# 公訴権
公訴権（こうそけん）とは、特定の刑事事件について裁判所に審判を申し立てる（=公訴を提起する=起訴する）権限・権利。検察権とも言う。
日本においては、原則として1人1人が独任制の国家機関である検察官のみが国家を代表してこの権利を有する。このように国家・検察官のみが公訴権を独占する制度を、国家訴追主義（起訴独占主義・公訴権独占主義とも）という。
その対義語を、私人訴追主義という。
また、日本のように公訴権を独占する検察官の裁量により、犯人であることが明らかであっても起訴しないことが出来る制度を、起訴便宜主義と呼ぶ。

## 権利の消滅
公訴時効（#日本法の公訴時効）などに基き、公訴権を失う事も有る。　